# Ceratina yasumatsui
Ceratina yasumatsui là một loài Hymenoptera trong họ Apidae. Loài này được Hirashima mô tả khoa học năm 1971.